# Faisal Zaid
Faisal Zaid Al-Harbi (9 ottobre 1991) è un calciatore kuwaitiano, centrocampista dell'Kuwait SC e della nazionale kuwaitiana.

## Carriera

### Nazionale
Ha esordito in nazionale nel 2013.